# ولاية كابل

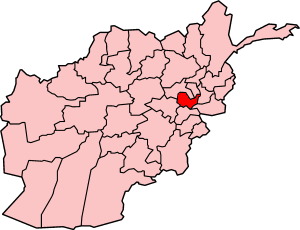
ولاية كابل

ولاية كابل (بالباشتو والفارسية: كابل) إحدی ولايات الـ 34 بأفغانستان والتي تقع وسط البلاد. مدينة كابل هي العاصمة الإقليمية وفي نفس الوقت عاصمة أفغانستان أيضاً وترتفع 1800 متراً (5900 قدم) عن مستوی البحر وهي بذلك من إحدی أرفع العواصم فی العالم. في القرن الـ 13 الميلادي، لمع نجم كابل في سماء عالم التعليم والجمال الجغرافي ولكن لحقت بها الأضرار لاحقاً وتضررت جراء هطول أمطار غزيرة، ثلوج كثيفة، فيضانات، عواصف، حروب، مناوشات.
تجمع كابل معظم كبری سفارات العالم والوزارات الأفغانية ومراكز هامة وهي بذلك تزدهر يوماً بعد يوم والحاكم الحالي لكابل هو الحاج دين محمد.

## السكان
حوالي 7.562.100 نسمة.

## المساحة
4.462 كيلو متر مربع

## فرق التوقيت
4:30 + GMT

## اللغة
البشتو و الدرية

## الجغرافيا
تقع كابل بوادي وسط جبال مرتفعة شمالاً وجنوباً وشرقاً وغرباً. بلدة تشاريكار تزين شمالي العاصمة حيث يتكون صقيع هائل خلال فترة الشتاء القارص ومع بداية فصل الربيع في البلاد، ينصهر الجليد رويداً حيث تتدفق المياه إلی المناطق الريفية والتي تتسبب بفيضانات عارمة تجتاح معظم المناطق ووجود آبار ارتوازية هناك خير دليل علی ذلك.
يحيط بكابل جبل بغمان شرقاً وفيها نهر واحد والذي يعرف بـ نهر كابل. طقس بارد وجاف في الشتاء وحار في الصيف وشوارع وطرقات ترابية ومتدنسة من مايو/أيار إلى نوفمبر/ تشرين الأول نتيجة عدم هطول الأمطار. تتراوح درجات الحرارة في الصيف من 15+ إلی 30 + درجة و 15- إلی 20 - درجة في الشتاء.
تبلغ درجة الحرارة في العاصمة في شهر يناير إلی 12- و 25+ في يوليو.

## التاريخ
يرجع تاريخ كابل إلی أكثر من 5000 سنة حيث كانت مركزاً للديانة الزردشتية والبوذية. حاول العرب فتح مدينة كابل في القرن السابع الميلادي ولكنهم تكبدوا خسائر فادحة وإنهزموا من قبل ملك كابل الهندوسي. قام محمود الغزنوي بفتح كابل عام 1002 عقب انتحار الملك الهندوسي جی بالة.
تحولت كابل إلی عاصمة أفغانستان عام 1504 لكنها كانت تحت إدارة الحكم المغولي بعدما استولی عليها نادر شاه من بلاد الفارس عام 1738، ثم أحمد شاه الدراني والذي حول محافظة قندهار الجنوبية إلی عاصمة أفغانستان فی عام 1776.
إبان الحرب الأفغانية الإنكليزية في 1839، استولی الجيش البريطاني علی كابل وفي عام 1842 تعرضت القوات البريطانية المنسحبة لكمين ولكن بالمقابل قامت فرقة مقاتلة أخری تابعة للجيش الإنكليزي آنذاك بإضرام نيران في العاصمة كابل وأحرقتها وفي عام 1879، أعاد الجيش البريطاني سيطرته علی كابل عقب تعرض قواته لمذبحة بيد الأفغان.
في 23 ديسمبر 1979، حطت طائرات الجيش السوفياتي بمطار كابل الدولي معلنة قيام حكومة شيوعية بأفغانستان علی غرار النظام الشيوعي بموسكو.
احتضنت كابل مركز قيادة الجيش السوفياتي لـ 10 سنوات متتالية خلال تواجده العسكري في أفغانستان ولكن في فبراير 1989، انسحبت القوات السوفياتية من كابل بعد هزيمة نكراء لحقت بها علی أيدی المجاهدين الأفغان.
في ربيع 1992، إنهار نظام الرئيس محمد نجيب الله المنصوب سوفياتياً وسقطت كابل بأيدی المجاهدين الأفغان وبدء العد التنازلي لتدميرها عقب نشوب حرب أهلية بين مختلف فصائل حركة المجاهدين الأفغان وفشلهم في التوصل إلی هدنة لوقف الاقتتال الداخلي.
سيطرت حركة طالبان علی كابل في 1996 معلنةً تطبيق الشريعة الإسلامية في البلاد والتي شملت المدارس، الجامعات، الحكومة، الزي الإسلامي، الأغذية وسمحت لتنظيم القاعدة بتوسيع صلاحياته وأنشطته داخل الأراضي الأفغانية مما أثرت علی حياة المواطنين الأفغان. شعر معظم الأفغان بالارتياح من قرار تطبيق الشريعة بينما أبدیء الآخرون تخوفهم وعدم رضاءهم.
تعرض مركز التجارة العالمي في نيويورك لهجمات من قبل ما يعتقد البعض أنه تنظيم القاعدة بزعامة أسامة بن لادن في 11 سبتمبر 2001 مما دفع صانعوا القرار فی البيت الأبيض إلی التفكير بالزحف إلی أفغانستان واحتلالها وفي 12 نوفمبر 2001، دخلت القوات الأمريكية أفغانستان واحتلت كابل وأجبرت مسلحي طالبان بالانسحاب منها.
دخلت كابل في مرحلة جديدة بفضل الاحتلال الأمريكي، تغير النظام الحكومي ووجدت أمريكا أصدقاء جدد في أفغانستان واستهلت عملية إعادة بناء المؤسسات الحكومية والمنشآت العسكرية والمدارس والجامعات، إلـخ.

## السياسة
اشتهرت كابل بسياساتها الفذة وكثرة أمرائها وسادتها. استولی عليها أمراء كثيرون عقب سقوط نظام محمد نجيب الله. جاءت طالبان بقوانينها الخاصة وأعلنت زعيماً روحياً واحداً لأفغانستان وهو الملا محمد عمر الذي حكم البلاد حتی 7 أكتوبر 2001. ظهرت سياسات وإستراتيجيات خاصة في محاولة لإخراج كابل من الاحتقان.
تم عقد لويا جيرغا أي المجلس الأعلی للعشائر فی كابل لحل كافة المشاكل التي حاقت بالعاصمة وسن قوانين جديدة. مُنح سكان كابل حق التصويت والاقتراع في الانتخابات.
بعد جدولة الانتخابات في البلاد، جرت انتخابات رئاسية في أفغانستان في أكتوبر 9 / 2004 وصوت أكثر من 8 ملايين أفغاني في الانتخابات والهيئة الانتخابية المشتركة أعلنت فوز الرئيس حامد كرزي في الانتخابات بنسبة 55.4 % من الأصوات.
استطاعت كابل صيانة الدستور الأفغاني بمساعدة الأمم المتحدة وأمريكا وتم إعلان أفغانستان كدولة إسلامية ذات سيادة واستقلال في يناير 2004. حسب ما ينص الدستور فإن الحكومة الأفغانية تتشكل من رئيس قادر وقوي ونائبين للرئيس والجمعية الوطنية المكونة من مجلسين – مجلس الشعب أي ولسی جيرغا ومجلس الوجهاء أي مشرانو جيرغا وهناك سلطات قضائية مستقلة أخری.

## الاقتصاد
اعتمد اقتصاد كابل علی السياحة في الدرجة الأولی بين 1960 و 1970. صناعة القطن، القماش، المنسوجات والمفروشات توسعت بكابل ولكن الحرب قضت عليها بشكل سلبي.
المنتجات المحلية بكابل تشمل الغاز الطبيعي، القطن، المفروشات، الزراعة وبعض من الشركات الإنتاج الخاصة هناك. تساهم كابل فی التجارة مع الدول التالية:
إنكلترا، أمريكا، فرنسا، آلمانيا، الهند، باكستان، كوريا الجنوبية، تركمانستان، كينيا، روسيا، الصين، إيران، أزبكستان وطاجكستان ودول أخری. تأثر اقتصاد كابل بفعل الاحتلال الأمريكي لها وحسب التقديرات، فإنه تحسن حوالي 3500% بعد كساد دام أكثر من 25 سنة.
انطلاق عُملة أفغانية جديدة عام 2002 ساهم بشكل ملحوظ فی نمو الاقتصاد الأفغاني. استهلت معظم الشركات الأمريكية والأجنبية أعمالها في كابل وفتحت مكاتب لها في بقية الأقاليم الأفغانية. تم تدشين مركز كابل التجاري مؤخراً. تساعد الأمم المتحدة والمنظمات الدولية الحكومة الأفغانية في التنمية الاقتصادية في مختلف المجالات.

## التشكيلة السكانية
يتحدث سكان كابل الباشتو والدارية والتكلم باللغتين أفضل بكابل نظراً لتدفق مواطنين آخرين من أقاليم أفغانية شتی إلی العاصمة. يشكل الطاجيك الأكثرية بكابل إلی جانب البشتون ولكن هناك أقليات أخری مثل الهزارة، الأوزبك، التركمان، البلوش، السيخ والهنود.
تستوطن كابل حوالي 85 % من المسلمين السنة والـ 14% الآخرين من الشيعة و 1% من السيخ والهنود.
| الرقم | المديرية   | عاصمة المديرية | السكان          | نسبة التركيبة السكانية                                             |
| ----- | ---------- | -------------- | --------------- | ------------------------------------------------------------------ |
| 1     | بكرامي     | بكرامی         | 85000           | البشتون – 60%، الطاجيك – 40%                                       |
| 2     | شهار آسياب | قلعة نعيم      | 32500           | الأكثرية للبشتون والطاجيك                                          |
| 3     | ده سبر     | ترة خيل        | 47900           | البشتون – 50%، الطاجيك 50%                                         |
| 4     | فرزة دهانة | فرزة           | 19100           | خليط من البشتون والطاجيك                                           |
| 5     | كل درة     | كل درة         | 20300           | الطاجيك – 60%، البشتون – 40%                                       |
| 6     | استالف     | استالف         | 29800           | الأكثرية للطاجيك والبشتون                                          |
| 7     | مدينة كابل | مدينة كابل     | 2536300 الطاجيك | 45%، البشتون – 25%، الهزارة – 25%، الأوزبك – 2%، البلوش – 1%، وإلخ |
| 8     | موسايي     | موسايي         | 30000           | البشتون – 90%، الطاجيك – 10%                                       |
| 9     | بغمان      | بغمان          | 150000          | الطاجيك – 50%، البشتون – 50%                                       |
| 10    | قرة باغ    | قرة باغ        | 67700           | الطاجيك 60%، البشتون – 40%                                         |
| 11    | شكر درة    | شكر درة        | 72900           | الطاجيك – 90%، البشتون – 10%                                       |
| 12    | سروبى      | سروبی          | 150000          | البشتون – 90%، البشايي – 10%                                       |
| 13    | مير بشة    | كوت            |                 |                                                                    |
| 14    | خاك جبار   |                |                 |                                                                    |

## التعليم
تعتبر كابل المركز الرئيسي للتعلم في البلاد حيث تستقبل أعداداً هائلة من الطلاب والطالبات سنوياً. هناك الكثير من المدارس والكليات والجامعات بكابل والتي فتحت أبوابها مؤخراً للدارسين والدارسات. لقد تدنی مستوی التعليم فی البلاد جراء الحروب الداخلية ولكن مع مرور الزمن تغيرت فكرة الناس تجاه التعليم وهناك آلاف الأسر التي تشجع أبناءها بالتوجه نحو المدارس والجامعات لتلقي التعليم. لقد تحولت المدارس في خضم المعارك إلی ساحات مفتوحة للقتال في كابل.
بعد مجيء الحكومة الحالية، عاد ملايين اللاجئين الأفغان إلی أرض الوطن من باكستان وإيران حاملين معهم شهادات دراسية عليا.

## الجامعات بكابل
- جامعة كابل
- الجامعة الأمريكية في كابل

## الرياضة
كابل مهد رياضة بُزكشی أي جر الماعز التقليدية. تتنافس الفرق الرياضية من أفغانستان وطاجيكستان وأوزبكستان وإيران وباكستان في المباريات الودية بملاعب كابل. هناك الكثير من الفرق والتي تشارك في رياضات أخری مثل كرة القدم، كرة السلة، كرة الطاولة، كرة الطائرة، الملاكمة، التايكواندو، الكونفو، كمال الأجسام ورفع الأثقال وإلخ.
هناك الكثير من الملاعب الرياضية في كابل ومن أهم وأكثرها شهرة هو ملعب الغازي أمان الله خان.
تدرب معظم الأفغان المقيمين بباكستان علی رياضة الكريكت بعد عودتهم للبلاد استطاعوا أن يشاركوا في المنافسات الإقليمية والدولية ونالوا جوائر ووسائم شرف.